# Municipio de St. Joseph (Dakota del Norte)
El municipio de St. Joseph (en inglés: St. Joseph Township) es un municipio ubicado en el condado de Pembina en el estado estadounidense de Dakota del Norte. En el año 2010 tenía una población de 94 habitantes y una densidad poblacional de 0,81 personas por km².

## Geografía
El municipio de St. Joseph se encuentra ubicado en las coordenadas 48°56′49″N 97°44′57″O / 48.94694, -97.74917. Según la Oficina del Censo de los Estados Unidos, el municipio tiene una superficie total de 116.34 km², de la cual 116,24 km² corresponden a tierra firme y (0,09 %) 0,1 km² es agua.

## Demografía
Según el censo de 2010, había 94 personas residiendo en el municipio de St. Joseph. La densidad de población era de 0,81 hab./km². De los 94 habitantes, el municipio de St. Joseph estaba compuesto por el 90,43 % blancos, el 3,19 % eran afroamericanos, el 2,13 % eran amerindios, el 4,26 % eran de otras razas. Del total de la población el 4,26 % eran hispanos o latinos de cualquier raza.